# Quatuor pour hautbois (Mozart)
Le Quatuor pour hautbois en fa majeur, K. 370/368b, est une composition de Wolfgang Amadeus Mozart écrite au début de l'année 1781. L’œuvre est conçue pour hautbois, violon, alto et violoncelle. En 1780, Mozart fut invité à Munich pour rendre visite à l'électeur Charles Théodore qui avait commandé l'opéra Idomeneo pour une fête de carnaval. Alors qu'il résidait dans la ville, Mozart reprit contact avec Friedrich Ramm, un hautboïste virtuose de l'orchestre de Munich. C'est à l'intention de celui-ci que Mozart composa le quatuor.

## Structure
Celui-ci se démarque des autres quatuors de Mozart par son inattendue composition instrumentale et sa structure en trois mouvements au lieu des quatre habituellement.
1. Allegro, en fa majeur, à , 2 sections répétées 2 fois (mesures 1 à 63, mesures 64 à 142)
2. Adagio, en ré mineur, à 
, 37 mesures
3. Rondeau : Allegro, en fa majeur, à 
, 178 mesures

Durée de l'interprétation : environ 15 minutes
Le premier mouvement est une forme sonate dans laquelle le thème est présenté par le hautbois et immédiatement exposé par le violon.
Le deuxième mouvement est un adagio où le hautbois tient la partie solo tandis que les cordes l'accompagnent d'une série d'accords.
Le dernier mouvement est un joyeux rondo qui requiert une certaine virtuosité, particulièrement dans l'avant-dernière variation.